# Diospyros cupulosa
Diospyros cupulosa là một loài thực vật có hoa trong họ Thị. Loài này được (F.Muell.) F.Muell. mô tả khoa học đầu tiên năm 1867.